# Mycosphaerella spetsbergensis
Mycosphaerella spetsbergensis är en svampar som beskrevs av Lennart och Kerstin Holm. Typarten härstammar från Svalbard, funnen på polarvide. Arten ingår i släktet Mycosphaerella, familjen Mycosphaerellaceae och divisionen sporsäcksvampar. Arten förekommer i Sverige i allra nordligaste delarna av fjällen.